# 1421
| [ Edytuj tabelę ]                          | |
| Król Polski                                | - 1386 Władysław II Jagiełło 1434                                                                                     |
| Współksiążęta Andory                       | - 1416 Francesc de Tovia 1436 - 1412 Jan I 1436                                                                       |
| Król Anglii                                | - 1413 Henryk V 1422                                                                                                  |
| Król Aragonii i Walencji, hrabia Barcelony | - 1416 Alfons V Aragoński 1458                                                                                        |
| Władca Azteków                             | - 1417 Chimalpopoca 1427                                                                                              |
| Elektor Brandenburgii                      | - 1415 Fryderyk I 1440                                                                                                |
| Książę Bawarii-Ingolstadt                  | - 1413 Ludwik VII Brodaty 1443                                                                                        |
| Książę Bawarii-Landshut                    | - 1393 Henryk XVI Bogaty 1450                                                                                         |
| Książę Bawarii-Monachium                   | - 1397 Ernest 1438 |
| Książę Burgundii                           | - 1419 Filip III Dobry 1467                                                                                           |
| Cesarz Bizancjum                           | - 1391 Manuel II Paleolog 1425                                                                                        |
| Sułtan Brunei                              | - 1415 Ahmad 1425 |
| Cesarz Chin                                | - 1402 Yongle 1424 |
| Król Cypru                                 | - 1398 Janusz 1432 |
| Król Czech                                 | - 1420 bezkrólewie 1436                                                                                               |
| Król Danii                                 | - 1396 Eryk Pomorski 1439                                                                                             |
| Dalajlama                                  | - 1391 Gendun Drup 1474                                                                                               |
| Władca Egiptu                              | - 1412 Al-Mu’ajjad Szajch 1421 - 1421 Al-Muzaffar Ahmad 1421 - 1421 Az-Zahir Tatar 1421 - 1421 As-Salih Muhammad 1422 |
| Cesarz Etiopii                             | - 1414 Izaak 1429 |
| Król Francji                               | - 1380 Karol VI 1422                                                                                                  |
| Król Gruzji                                | - 1412 Aleksander 1442                                                                                                |
| Hrabia Holandii                            | - 1417 Jakobina Bawarska 1433 - 1418 Jan III 1425                                                                     |
| Władca Inków                               | - 1410 Viracocha 1438                                                                                                 |
| Cesarz Japonii                             | - 1412 Shōkō 1428 |
| Kalif                                      | - 1414 Al-Mu’tadid II 1441                                                                                            |
| Król Kastylii i Leónu                      | - 1406 Jan II Kastylijski 1454                                                                                        |
| Patriarcha Konstantynopola                 | - 1416 Józef II 1439                                                                                                  |
| Władca Korei                               | - 1418 Sejong Wielki 1450                                                                                             |
| Najwyższy książę litewski                  | - 1401 Jagiełło 1434                                                                                                  |
| Wielki książę litewski                     | - 1392 Witold 1430 |
| Cesarz Majapahitu                          | - 1389 Wikramawardhana 1429                                                                                           |
| Sułtan Maroka                              | - 1398 Usman III 1421 - 1421 Abdulhak II 1465                                                                         |
| Książę Mediolanu                           | - 1412 Filip Maria 1447                                                                                               |
| Senior Monako                              | - 1419 Ambroży z Menton 1427 - 1419 Antoni z Roquebrune 1427 - 1419 Jan I 1427                                        |
| Wielki książę moskiewski                   | - 1389 Wasyl I 1425                                                                                                   |
| Król Nawarry                               | - 1387 Karol III Szlachetny 1425                                                                                      |
| Król Norwegii                              | - 1396 Eryk Pomorski 1442                                                                                             |
| Sułtan Omanu                               | - 1406 Machzum ibn al-Fallah 1435                                                                                     |
| Elektor Palatynatu                         | - 1410 Ludwik III 1436                                                                                                |
| Papież                                     | - 1417 Marcin V 1431                                                                                                  |
| Król Portugalii                            | - 1385 Jan I 1433 |
| Cesarz Rzymski (niemiecki)                 | - 1410 Zygmunt Luksemburski 1437                                                                                      |
| Kapitanowie Regenci San Marino             | - 1421 Antonio di Simone Belluzzi Giovanni di Pasino Benvegnudi 1421 - 1421 Bettino di Paolo Sante Lunardini 1421     |
| Despota Serbii                             | - 1402 Stefan IV Lazarević 1427                                                                                       |
| Elektor Saksonii                           | - 1419 Albrecht III Askańczyk 1422                                                                                    |
| Król Szkocji                               | - 1406 Jakub I 1437                                                                                                   |
| Król Szwecji                               | - 1396 Eryk XIII Pomorski 1439                                                                                        |
| Król Tajlandii                             | - 1409 Intha Racha 1424                                                                                               |
| Sułtan Turków                              | - 1413 Mehmed I 1421 - 1421 Murad II 1444                                                                             |
| Doża Wenecji                               | - 1413 Tommaso Mocenigo 1423                                                                                          |
| Król Węgier                                | - 1387 Zygmunt Luksemburski 1437                                                                                      |
| Wielki mistrz zakonu krzyżackiego          | - 1414 Michael Küchmeister von Sternberg 1422                                                                         |

Rok 1421 / MCDXXI
stulecia: XIV wiek ~
XV wiek ~
XVI wiek

lata: 1411 «
1416 «
1417 «
1418 «
1419 «
1420 «
1421
» 1422
» 1423
» 1424
» 1425
» 1426
» 1431

## Wydarzenia w Polsce
- 8 kwietnia – w Krakowie został podpisany antykrzyżacki sojusz zaczepno-obronny między Władysławem Jagiełłą a margrabią Brandenburgii, Fryderykiem I.
- 29 maja – Mińsk Mazowiecki otrzymał prawa miejskie.

## Wydarzenia na świecie
- 2 lutego – w chiński Nowy Rok cesarz Yongle dokonał otwarcia Zakazanego Miasta w Pekinie.
- 22 marca – wojna stuletnia: wojska francusko-szkockie pokonały Anglików w bitwie pod Baugé.
- kwiecień – wojska husyckie pod dowództwem Jana Žižki wymordowały pod Taborem ostatnią grupę czeskich adamitów pod przywództwem Piotra Kaniša
- 5 lipca – wojny husyckie: porażka husytów w bitwie pod Mostem.
- 18 listopada – z powodu niezwykle wysokiego przypływu w Holandii zostały zatopione 72 wioski, zginęło 10.000 osób.
- 21 grudnia – wojny husyckie: zwycięstwo katolickich wojsk niemiecko-węgierskich nad husytami pod Kutną Horą.

- Podczas oblężenia St.Boniface (Korsyka) po raz pierwszy użyto pocisków artyleryjskich.

## Urodzili się
- 6 grudnia – Henryk VI Lancaster, król Anglii (zm. 1471)

- Data dzienna nieznana:
  - Bernardyn z Fossy, włoski franciszkanin, błogosławiony katolicki (zm. 1503)
  - Bolesław IV Warszawski, książę warszawski, czerski, nurski, łomżyński, liwski, różański, ciechanowski, wyszogrodzki i zakroczymski (zm. 1454)

## Zmarli
- 3 marca – Jan Kropidło, polski duchowny katolicki, arcybiskup gnieźnieński (ur. pomiędzy 1360 a 1364)
- 26 maja – Mehmed I, sułtan osmański (ur. 1374)
- data dzienna nieznana:
  - Usman III, sułtan Maroka (ur. ?)